# Томас Айсфелд
Томас Айсфелд  (роден на 18 януари 1993 във Финстервалд, Бранденбург) е германски футболист, играе като полузащитник и се състезава за английския Арсенал.

## Клубна кариера
Айсфелд играе в младежките организации на Квит Анкум и Оснабрюк преди да премине в академията на Борусия Дортмунд. През 2009 г. претърпява скъсване на кръстна връзка на коляното. След възстановяването си вкарва шест гола в 12 мача за Дортмунд до 19 години през сезон 2011/2012.
Айсфелд напуска Дортмунд и подписва с английския Арсенал, а сумата по трансфера е 475 хиляди паунда, които са компенсация за това, че е трениран от академията на Дортмунд. Мениджърът на Арсенал Арсен Венгер заявява, че Айсфелд има „държанието и техническите качества, които могат да го направят много ценно попълнение за нашия отбор“.

### Сезон 2012/13
През юли 2012 г. е включен в групата от 24 души за турнето на Арсенал в Азия. В мача срещу Малайзия XI заменя Тио Уолкът и вкарва първият гол за победата с 2-1. Появява се като резерва и срещу Китчее ФК, вкарвайки последния гол в мача за равенството 2-2.
На 30 октомври 2012 г. Айсфелд прави професионалния си дебют, появявайки се като резерва в 60-ата минута в мача от турнира за Купата на Лигата срещу Рединг, завършил с резултат 5-7 за Арсенал след продължения.